# Stig Larsson (författare)

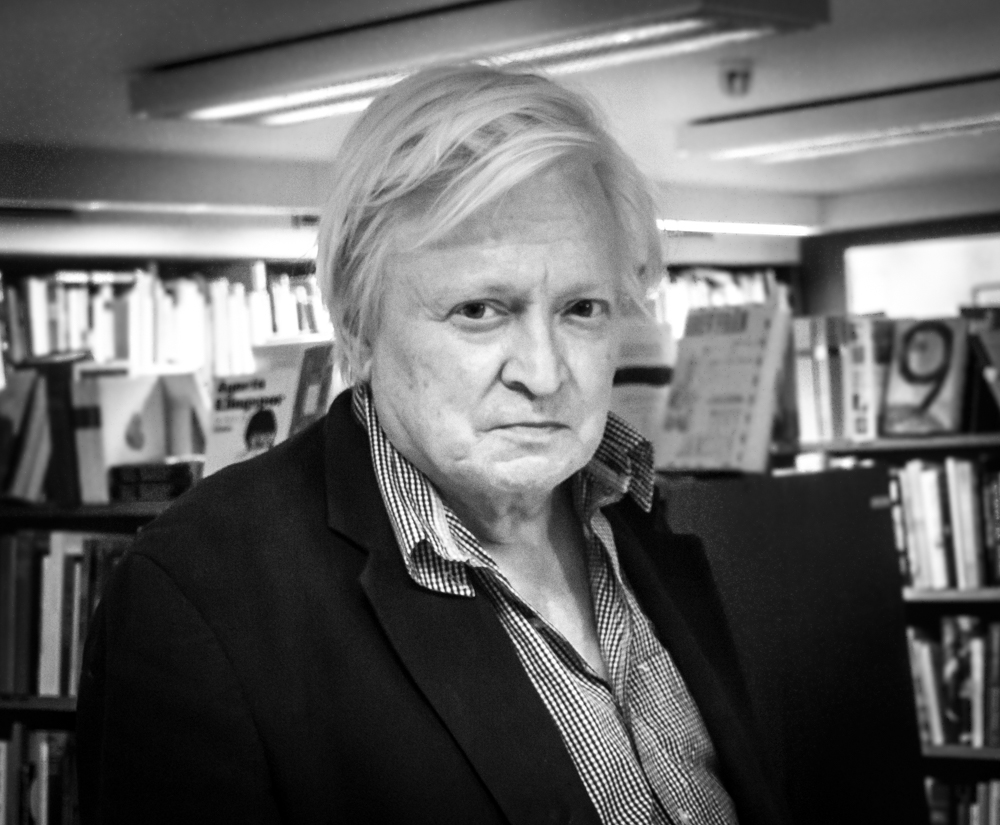
Stig Larsson på Rönnells antikvariat 2018.

Stig Håkan Larsson, född 20 juli 1955 i Skellefteå i Västerbottens län, är en svensk poet, dramatiker, romanförfattare, filmregissör och kritiker. Han har varit medlem av redaktionen för tidskriften Kris, och är bland annat känd för romanerna Autisterna (1979) och Nyår (1984), pjäsen VD och filmen Kaninmannen (1990). Stig Larsson är uppbärare av statlig inkomstgaranti för konstnärer.

## Liv och gärning
Stig Larsson bodde i Skellefteå till fem års ålder, då familjen flyttade till Umeå. Som ung var han aktiv i KFML(r):s (nuvarande Kommunistiska partiets) ungdomsförbund SKU(ml). Han flyttade till Stockholm där han utbildades som filmare vid Dramatiska Institutet och romandebuterade 1979 med Autisterna som senare sågs som ett första försök till postmodernism i Sverige. Han ingick i redaktionen för tidskriften Kris. Sedan sent 1990-tal är han bekännande kristen och har tagit avstånd från den värderelativism som delvis präglade hans tidiga verk. Stig Larsson upptogs i romersk-katolska kyrkan påsken 2016. Han driver sedan 2016 podcasten I otakt med samtiden tillsammans med författaren och journalisten Cyril Hellman.

## Verk

### Regi (urval)
- 1981 – Krig och kärlek
- 1989 – Ängel
- 1990 – Kaninmannen
- 1990 – Nigger
- 1991 – Under isen
- 2007 – August

### Teaterregi (urval)
- 1987 – V.D. (även manus), Dramaten
- 1991 – Straffångens återkomst (även manus), Dramaten
- 1994 – Systrar, bröder (även manus), Dramaten

### Film- och TV-teatermanus (urval)
- 1988 – VD
- 1989 – Miljonerna på fickan
- 1989 – Miraklet i Valby
- 1989 – Ängel
- 1990 – Kaninmannen
- 1995 – Sommaren
- 1995 – Svinet
- 1997 – Grötbögen
- 2000 – Jesus lever

## Priser och utmärkelser
- 1980 – Albert Bonniers stipendiefond för yngre och nyare författare
- 1985 – Stig Carlson-priset
- 1987 – Signe Ekblad-Eldhs pris
- 1990 – Guldbagge för manuset till filmen Miraklet i Valby (tillsammans med Åke Sandgren)
- 1990 – Göteborgs-Postens litteraturpris
- 1997 – Doblougska priset
- 1997 – Sveriges Radios Lyrikpris
- 2001 – Gerard Bonniers pris
- 2006 – Bellmanpriset
- 2008 – Samfundet De Nios Särskilda pris
- 2018 – Svenska Akademiens stipendium ur Stina och Erik Lundbergs stiftelse[6]